# Otão I do Sacro Império Romano-Germânico
Otão I (Wallhausen, 23 de novembro de 912 – Memleben, 7 de maio de 973), comumente chamado de Otão, o Grande, foi o primeiro Imperador Romano-Germânico de 962 até sua morte, além de Rei da Itália, Rei da Germânia e Duque da Saxônia. Era filho do rei Henrique I da Germânia e Matilde de Ringelheim.

## Biografia
Com a morte do pai foi coroado Rei da Germânia em Aachen, em 936, segundo a tradição carolíngia. Em 955, em Lechefeld na Alemanha, Otão I comandou os exércitos germânicos que derrotaram completamente os magiares, povo de origem eurasiana (semi-nômade), que vinham espalhando terror na Europa ocidental. Foi, provavelmente, o primeiro Imperador Romano-Germânico coroado pelo papa João XII em 962 (embora Carlos Magno tenha sido coroado imperador em 800, o seu império desagregou-se devido às disputas entre os seus descendentes pela sucessão, e depois do assassínio de Berengário de Friuli em 924, o trono imperial permaneceu vazio durante quase quarenta anos).

## Início do reinado
Otão sucedeu a seu pai como rei dos germanos em 936. No seu banquete de coroação, Otão fez com que os outros quatro duques do império (os duques da Francônia, Suábia, Baviera e Lorena) o servissem como seus atendentes pessoais, seguindo a tradição carolíngia. Assim, do começo de seu reinado, ele indicou que ele era o sucessor de Carlos Magno, cujos últimos herdeiros na Frância Oriental morreram em 911, e que ele possuía o apoio da igreja alemã, com seus poderosos bispos e abades. Otão pretendia dominar a igreja e usá-la como uma instituição unificadora nas terras alemãs para estabelecer um poder imperial teocrático. A igreja oferecia bens, poder militar e seu monopólio da educação. O imperador oferecia poder e proteção contra os nobres.
Em 936, Otão nomeou Hermano Bilunga como Margrave, concedendo-lhe autoridade sobre uma marca a norte do rio Elba entre a fronteira da Saxónia e o rio Peene. Como governador militar, Hermano extraiu tributo dos eslavos polábios que habitavam a área e muitas vezes lutavam contra as tribos eslavas ocidentais dos Lutici, dos obotritas e dos Wagri. A nomeação de Hermano enfureceu seu irmão, o conde Wichmann, o Velho. Como o mais velho e mais rico dos dois, Wichmann acreditava que sua reivindicação ao cargo era superior à de seu irmão. Além disso, Wichmann foi relacionado por casamento com a rainha viúva Matilde. Em 937, Otão ofendeu ainda mais a nobreza através de seu apoio a Gero para suceder a seu irmão mais velho Siegfried como Conde e Margrave de uma vasta região fronteiriça em torno de Merseburg que confinava com os Vendos no Saale inferior. A sua decisão frustrou Thankmar, o meio-irmão de Otão e primo de Siegfried, que sentiu que tinha um direito maior ao apoio.
Em 938, um rico veio de prata foi descoberto em Ramelsberga na Saxônia. A riqueza mineral ajudou a fundar as atividades de Otão durante seu reinado.

### Rebelião dos duques

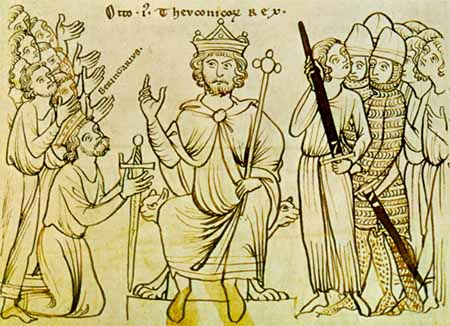
Otão I aceitando a rendição de Berengário de Ivrea.

O início do reinado de Otão I foi marcado por uma série de revoltas ducais. Em 938, Eberardo, o novo duque da Baviera, recusou-se a reconhecê-lo. Após Otão depô-lo em favor de seu tio Bertoldo, Eberardo da Francônia iniciou uma revolta, com o auxílio da nobreza saxã, que tentou substituí-lo por seu meio-irmão mais velho Thankmar (filho da primeira esposa de Henrique, Hateburgo). Embora Otão tenha vencido e matado Thankmar, a revolta continuou no ano seguinte, quando Gilberto, duque de Lorena, jurou fidelidade ao rei Luís IV da França. Nesse ínterim, o irmão mais novo de Otão, Henrique, conspirou com Frederico de Mogúncia, para assassiná-lo. A rebelião terminou em 939 com a vitória otoniana na Batalha de Andernach, onde pereceram os duques da Francônia e Lorena. Henrique fugiu para a França, e Otão respondeu dando apoio a Hugo, o Grande na sua campanha contra o trono francês. Mas em 941, Otão e Henrique se reconciliaram através dos esforços de sua mãe. No ano seguinte, Otão saiu da França após Luís reconhecer sua suserania sobre o Ducado da Lorena.
Para evitar mais revoltas, Otão arranjou que todos os ducados importantes no Reino Alemão pertencessem a membros próximos de sua família. Ele manteve o ducado que se tornou vacante da Francônia como seu feudo particular e deu a Conrado, o Vermelho o ducado de Lorena. Conrado posteriormente casou-se com sua filha Luitgarda. Nesse ínterim, Otão arranjou que seu filho Liudolfo casasse com Ida, a filha do duque Hermano da Suábia e herdasse este ducado quando Hermano morresse em 947. Um arranjo similar levou Henrique a tornar-se duque da Baviera em 949.
O rei Luís IV da França casou-se com a irmã de Otão, Gerberga, em 939, e Liudolfo, filho de Otão, casou-se com Ida, filha de Hermano I, duque da Suábia, em 947. O primeiro prendeu dinasticamente a casa real de Francia Ocidental à da Francia Oriental e o segundo assegurou a sucessão de seu filho ao Ducado da Suábia, pois Hermano não tinha filhos. Os planos de Otão concretizaram-se quando, em 950, Liudolfo se tornou duque da Suábia e, em 954, o sobrinho de Otão, Lotário de França, se tornou rei da França.
A 29 de janeiro de 946, Edite morreu repentinamente aos 35 anos, e Otão enterrou a sua esposa na Catedral de Magdeburgo.

## Relações Estrangeiras
A segunda tentativa de Luís IV de reinar sobre a Lorena em 940 foi baseada na sua alegada reivindicação de ser o legítimo duque de Lorena devido a seu casamento com Gerberga da Saxônia, a irmã de Otão e a viúva de Gilberto, duque de Lorena. Otto não reconheceu a alegação de Luís IV e nomeou seu irmão Henrique como duque.
Para resolver a questão do controle sobre a Arquidiocese de Reims, Otão convoca um sínodo em Ingelheim a 7 de junho de 948. A assembleia contou com a participação de mais de 30 bispos, incluindo todos os arcebispos da Alemanha - uma demonstração da forte posição de Otão no leste e no oeste de Francia. O sínodo confirmou a nomeação de Artaldo como arcebispo de Reims por Otão, e Hugo foi advertido a respeitar a autoridade real de seu rei. Mas foi só em 950 que o poderoso vassalo aceitou Luís IV como rei; os oponentes não foram totalmente reconciliados até março de 953.
A 11 de julho de 937, Rudolfo II morreu e Hugo da Provença, o rei da Itália e principal adversário doméstico de Rudolfo II, reivindicou o trono da Borgonha. Otão interveio na sucessão e com o seu apoio, o filho de Rodolfo II, Conrado da Borgonha, conseguiu assegurar o trono. A Borgonha tornou-se parte integral, mas formalmente independente, da esfera de influência de Otão e permaneceu em paz com a Alemanha durante seu reinado.

## Campanhas na Itália e Europa Oriental

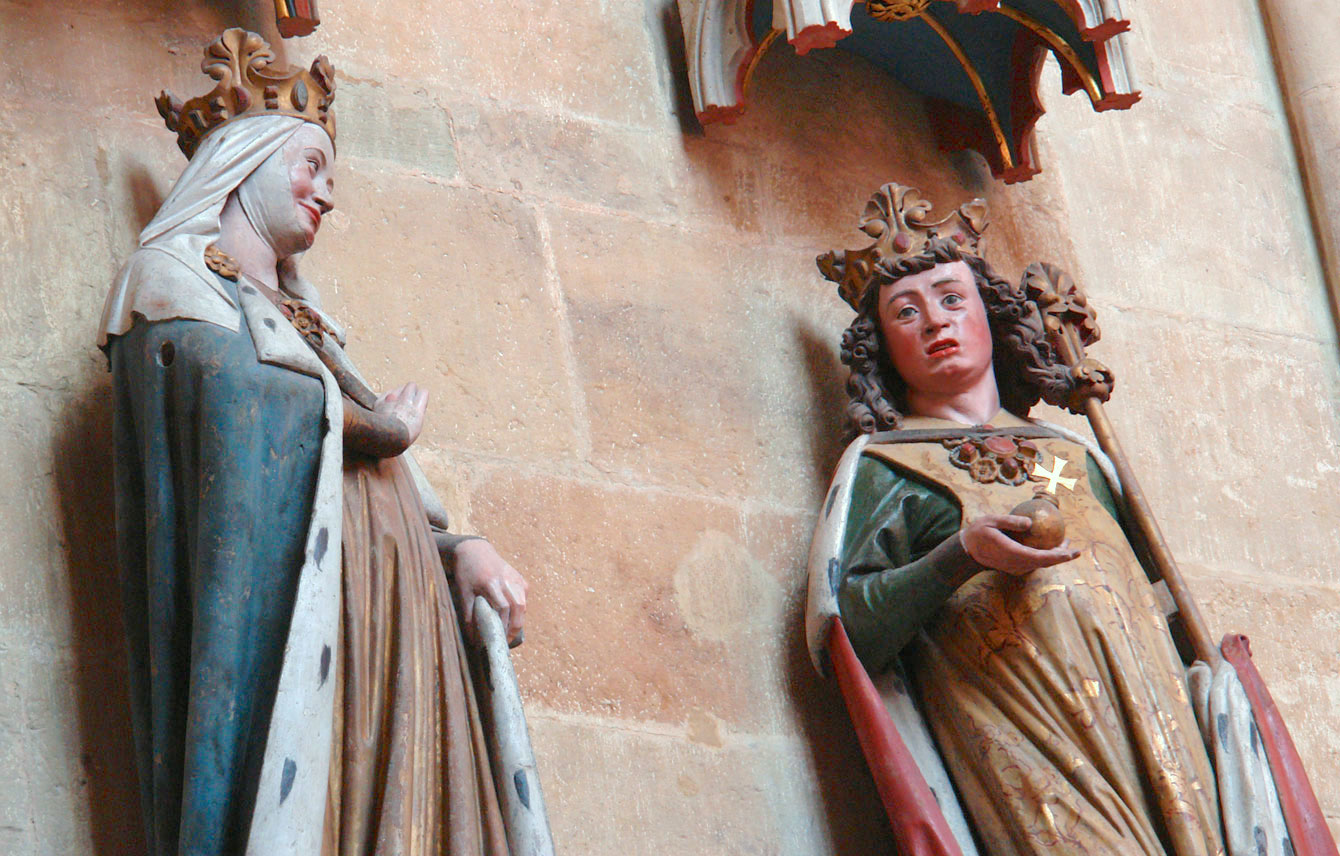
Otão I ao lado de Adelaide na Catedral de Meissner.

Enquanto essa história se desenvolvia no território que viria a ser a Alemanha, a Itália havia caído num caos político. Com a morte (950), possivelmente envenenado, de Lotário de Arles, o trono italiano foi herdado por uma mulher, Adelaide da Itália, respectivamente a filha, nora e viúva dos três últimos reis da Itália. Um nobre local, Berengário de Ivrea, declarou-se rei da Itália, abduziu Adelaide, e tentou legitimar seu reino forçando Adelaide a casar-se com seu filho Adalberto. Entretanto, Adelaide conseguiu escapar para Canossa e requisitar a intervenção alemã. Liudolfo e Henrique invadiram independentemente a Itália para se aproveitar da situação, mas, em 951, Otão frustrou as ambições de seu filho e irmão ao invadir a Itália ele mesmo. Ele foi recebido pela nobreza italiana, assumiu o título de rei dos Lombardos e em 952 forçou Berengário e Adalberto a reconhecê-lo, permitindo que eles reinassem a Itália como seus vassalos. Estando viúvo desde 946, casou-se ele próprio com Adelaide.
Quando Adelaide deu à luz um filho, Liudolfo temeu por sua posição como herdeiro de Otão. Em 953, se rebelou junto com Conrado, o Vermelho e o Arcebispo de Mogúncia. Embora Otão tenha conseguido inicialmente restabelecer sua autoridade em Lorena, foi capturado enquanto atacava Mogúncia, e no ano seguinte a rebelião se espalhou pelo reino. Entretanto, Conrado e Liudolfo erraram ao se aliarem com os Magiares (húngaros). Pilhagens extensas no sul da Alemanha pelos Magiares em 954 levaram os nobres alemães a se reunirem e, na Convenção de Auerstadt, Conrado e Liudolfo perderam seus títulos e a autoridade de Otão foi restabelecida. Em 955, fortaleceu sua autoridade ao expulsar as forças magiares na Batalha de Lechfeld (10 de agosto de 955) e Obodritas na Batalha de Recknitz (16 de outubro de 955).

## O sistema otónida

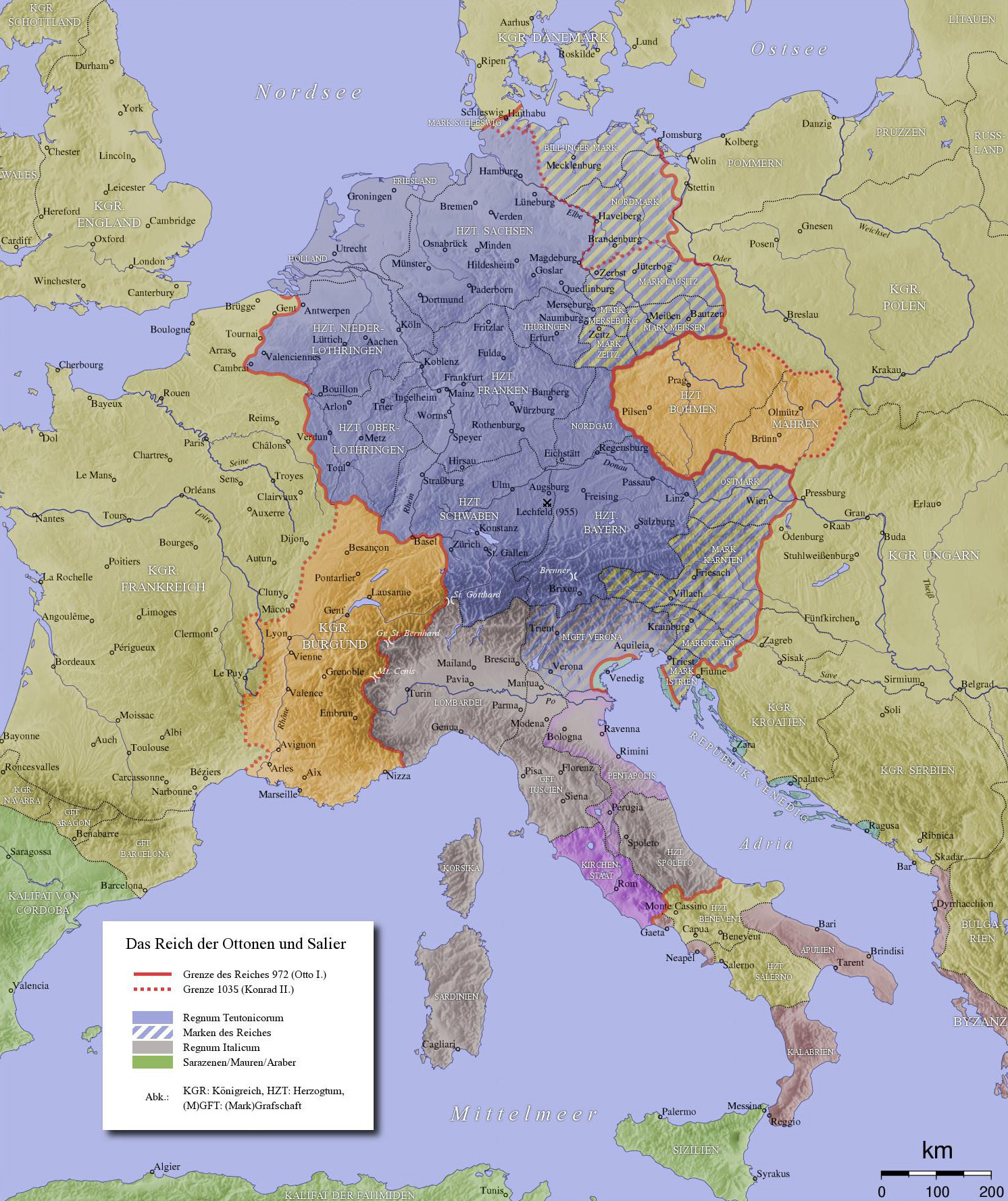
O Sacro Império Romano-Germânico quando da morte de Otão I.
Mgft. = marca/margraviato
Hzt. = ducado
Kgr. = reino

Como elemento chave de sua política doméstica, Otão tentou fortalecer as autoridades eclesiásticas, especialmente os bispos e abades, em detrimento da nobreza secular que ameaçava seu poder. Para controlar as forças que a Igreja representava, Otão fez uso consistente de três instituições. Uma foi a investidura real de bispos e abades. "Sob estas circunstâncias a eleição clerical tornou-se uma mera formalidade e o rei preencheu o episcopado com seus próprios parentes e com seus oficiais leais, que também foram apontados como abades dos mosteiros mais importantes" (Cantor, 1994 p. 213). A segunda instituição estava mais estabelecida nos territórios otónidas, aquela da propriedade das igrejas (Eigenkirchen). Na lei alemã, qualquer estrutura construída na terra de algum nobre pertencia àquele, a menos que especificado explicitamente em contrário. Otão e a sua chancelaria agressivamente retomaram os direitos sobre muitas das terras das igrejas e mosteiros. O terceiro instrumento de poder otónida foi o sistema de advocatus (alemão Vogt). O advocatus era o gerente secular da terra eclesiástica, que tinha direito a parte da produção agrícola e outros rendimentos e era responsável pela segurança e ordem. Este título não era hereditário e era mantido apenas enquanto aprovado pelo imperador ao qual ele servia.
Otão forneceu grandes porções de terra aos bispados a abadias, sobre os quais as autoridades seculares não podiam cobrar taxas nem tinham jurisdição legal. Como um exemplo extremo, quando Conrado, o Vermelho perdeu seu título de duque, Otão apontou seu irmão Bruno I, já arcebispo de Colônia como o novo duque de Lorena. Otão I fundou vários bispados nas terras que conquistou dos Wends e outros povos Eslavos nas suas fronteiras orientais.
Devido ao fato de Otão I indicar pessoalmente os bispos e abades, a sua autoridade central foi fortalecida, e as classes superiores da igreja Alemã funcionavam de certa forma como parte da burocracia imperial. Os conflitos por estes poderosos bispados pelos sucessores de Otão e o poder crescente do papado durante as Reformas Gregorianas levariam eventualmente, no século XI, ao Conflito das Investiduras e a derrocada da autoridade central na Alemanha.

### Renascença otónida
Uma renascença limitada das artes e arquitetura foi patrocinada por Otão e seus sucessores imediatos. A "Renascença Otónida" manifestou-se no restabelecimento de algumas escolas de catedrais, tais como as de Bruno I, Arcebispo de Colônia, e na produção de manuscritos iluminados, a maior forma de arte dessa época, de alguns scriptoria, tais como o da Abadia de Quedlimburgo, fundada por Otão em 936. As abadias e a corte imperiais tornaram-se centros de vida espiritual e religiosa, lideradas pelo exemplo das mulheres da família real. Escandalizado pelo estado da liturgia em Roma, Otão encomendou o primeiro Livro Pontifical da história, um livro litúrgico contendo preces e rituais. A compilação do Pontifical Romano-Germânico, como é chamado agora, foi supervisionada pelo arcebispo Guilherme de Mogúncia.

## Título imperial

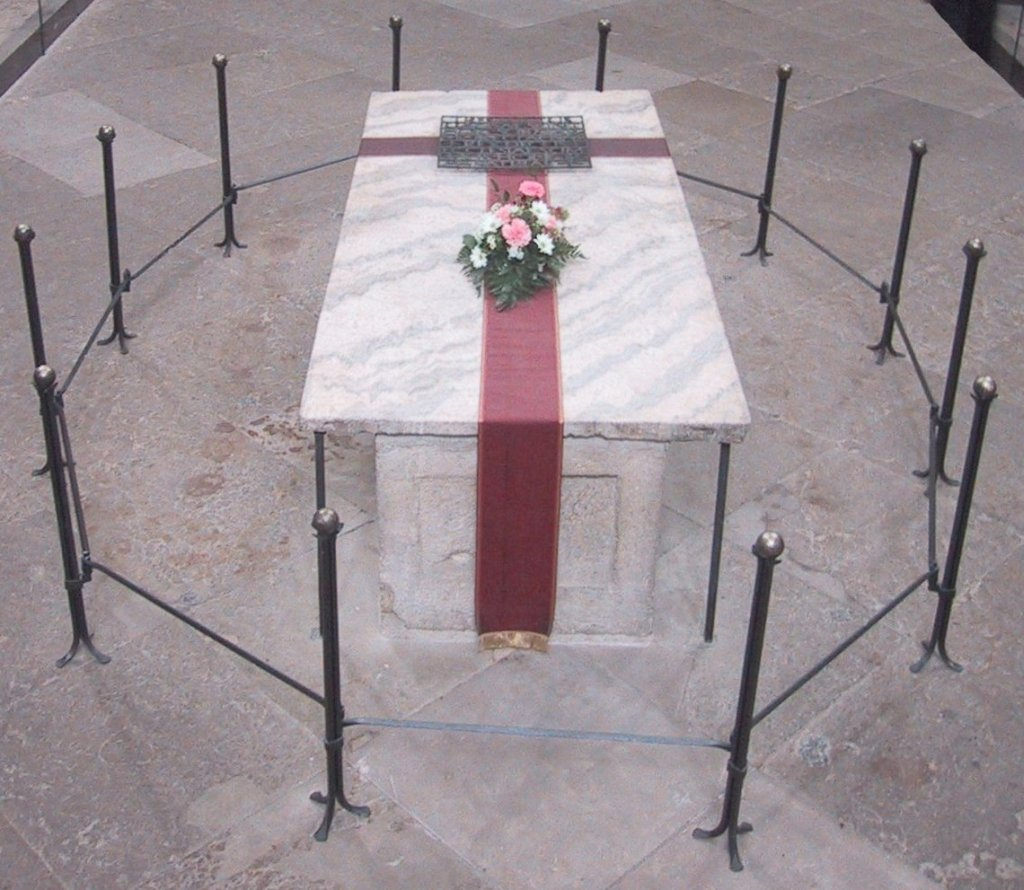
Túmulo de Otão I em Magdeburgo.

No início dos anos 960, a Itália encontrava-se novamente em tumulto político e quando Berengário ocupou o norte dos Estados Papais, o papa João XII pediu ajuda a Otão. Voltou a Itália e em 2 de fevereiro de 962 o papa o coroou imperador. Dez dias depois o papa e o imperador ratificaram o Diploma Ottonianum, sob o qual o imperador tornou-se o guardião da independência dos estados papais. Esta foi a primeira garantia efetiva desta proteção desde o Império Carolíngio. Após Otão deixar Roma e reconquistar os Estados Papais de Berengário, Joao XII ficou temeroso do poder do imperador e enviou diplomatas aos Magiares e ao Império Bizantino para formar uma liga contra Otão. Em novembro de 963, Otão retornou a Roma e convocou um sínodo de bispos que depôs João e coroou Leão VIII, na época um leigo, como papa. Quando o imperador saiu de Roma, entretanto, ocorreu uma guerra civil na cidade entre os que apoiavam o imperador e os que apoiavam João. João voltou ao poder no meio de grande derramamento de sangue e excomungou aqueles que o depuseram, forçando Otão a voltar a Roma pela terceira vez e depor em julho de 964 o Papa Benedito V (João havia morrido dois meses antes). Nesta ocasião Otão conseguiu que os cidadãos de Roma prometessem não eleger um papa sem aprovação imperial.
Otão atacou sem sucesso o sul da Itália em diversas ocasiões entre 966 e 972. Em 967, e deu o Ducado de Espoleto a Pandulfo, príncipe de Benevento e Cápua, um aliado poderoso no Mezzogiorno. No ano seguinte (968), Otão passou o cerco de Bari para o comando de Pandulfo, mas o duque aliado foi capturado na batalha de Bovino pelos Bizantinos. Em 972, o imperador bizantino João I Tzimisces reconheceu o título imperial de Otão e concordou com um casamento entre o filho e herdeiro de Otão, Otão II, e sua sobrinha Teofânia Escleraina. Pandulfo foi libertado.
Após sua morte em 973, Otão foi enterrado ao lado de sua primeira esposa Edite de Wessex na Catedral de Magdeburgo.

## Relações familiares
Foi filho de Henrique I, o Passarinheiro  (876 – Quedlimburgo, Memleben, Sachsen, 2 de julho de 936), rei dos Germanos, e de Matilde de Ringelheim (c. 895 — 14 de março de 968). Casou por mais de uma vez, um dos casamentos foi com Edite de Wessex (910 - 26 de janeiro de 946) filha do rei Eduardo de Wessex e de Elfreda, com quem teve:
1. Ludolfo da Suábia (930 - 6 de setembro de 957), duque da Suábia;
2. Lutgarda da Germânia (931 - 18 de novembro de 953), casada com Conrado da Lorena (922 ou 930 - 10 de agosto de 955) "o Ruivo" ou "o vermelho",[6] duque da Lotaríngia.

O segundo casamento aconteceu com Adelaide da Itália (931 - 16 de dezembro de 999), filha de Rodolfo II da Borgonha (? — 11 de julho de 937), rei da Alta Borgonha, rei da Itália entre 922 e 925 e rei da Baixa Borgonha de 930 até sua morte, e de Berta da Suábia, de quem teve:
1. Henrique da Germânia (952 - 954);
2. Bruno da Germânia (953 - 957);
3. Otão II da Germânia (955 - 7 de dezembro de 983), que sucedeu ao pai e foi casado com Teofânia Escleraina;
4. Matilde da Germânia (955 - 999), abadessa de Quedlimburgo.